# Lijst van Duitse ministers van Koloniën
Dit is een lijst van Duitse ministers van Koloniën of een vergelijkbare functie.

## Directeurs-generaal van de afdeling Koloniale Zaken van het ministerie van Buitenlandse Zaken
- 1890-1890: Friedrich Richard Krauel (1848-1918)
- 1890-1896: Paul Kayser (1845-1931)
- 1896-1898: Oswald von Richthofen (1847-1906)
- 1898-1900: Gerhard von Buchka (1851-1935)
- 1900-1905: Oscar Wilhelm Stübel (1846-1921)
- 1905-1906: Ernst zu Hohenlohe-Langenburg (1863-1950)
- 1906-1907: Bernhard Dernburg (1865-1937)

## Secretarissen-generaal voor de Koloniën
- 1907-1910: Bernhard Dernburg (1865-1937)
- 1910-1911: Friedrich von Lindequist (1862-1945)
- 1911-1918: Wilhelm Solf (1862-1936)

## Ministers voor de Koloniën
- 1918: Wilhelm Solf (1862-1936)
- 1918-1919: Philipp Scheidemann (SPD) (1865-1939)
- 1919: Johannes Bell (Zentrum) (1868-1949)